# Españoles en el mundo
Españoles en el mundo é um programa espanhol, produzido pela New Atlantis e transmitido todas as terças-feiras no canal La 1, às 22h15. Existem algumas adaptações deste programa feitas por canais das comunidades autónomas espanholas (FORTA), como por exemplo Andaluces por el mundo, Asturianos en el mundo, Aragoneses por el mundo, Balears pel món, Canarios por el mundo, Castellano-manchegos por el mundo, Castilla y León en el mundo, Galegos no mundo, Madrileños por el mundo, Murcianos por el mundo e Valencians pel món.
Foi, também, realizada uma adaptação portuguesa deste programa intitulada Portugueses pelo Mundo, transmitido pela RTP1.
LISTA DE EPISODIOS

## Adaptações internacionais
Até ao momento cinco países produziram uma versão nacional deste programa.
| País      | Título original                              | Estreia              | Rede TV  |
| --------- | -------------------------------------------- | -------------------- | -------- |
| Argentina | Clase turista: el mundo según los argentinos | 17 de março de 2010  | Telefe   |
| Portugal  | Portugueses pelo Mundo                       | 19 de junho de 2010  | RTP      |
| Brasil    | O Mundo Segundo os Brasileiros               | 4 de janeiro de 2011 | Band     |
| Chile     | Clase turista: el mundo según los chilenos   | 9 de janeiro de 2011 | TVN      |
| México    | Mexicanos en el extranjero                   | 24 de julho de 2012  | Canal 11 |